# Marcelina Galindo Arce
Marcelina Galindo Arce (Pichucalco, Chiapas, 30 de noviembre de 1920 - 11 de noviembre de 2008) fue una profesora, política y periodista mexicana. 
Fue una de las primeras cinco mujeres en la historia de México en ser elegidas diputadas federales en la XLIII Legislatura (1955-1958) representando a su estado natal de Chiapas. Anteriormente, realizó estudios en la Escuela Normal Rural "Dolores Correa Zapata" de Tabasco y se mudó a la Ciudad de México en donde se formó como periodista cubriendo las campañas presidenciales de Miguel Alemán Valdés y Adolfo Ruiz Cortines conviviendo en diversas ocasiones con este último. Ya como diputada federal, logró acceder también al Senado de la República convirtiéndose en la primera senadora en la historia del país ocupando una suplencia y también fue la primera mujer que accedió al Colegio Electoral que entonces era coordinado por el poder legislativo.